# Marc Roca
Marc Roca Junqué (* 26. listopadu 1996 Vilafranca) je španělský profesionální fotbalista, který hraje na pozici defensivního záložníka za španělský klub Real Betis, kde je na hostování z Leedsu United. Je také bývalým španělským mládežnickým reprezentantem.

## Klubová kariéra

### RCD Espanyol
Roca hrál za Espanyol již od svých 10 let. Svůj seniorský debut si odbyl 24. srpna 2014 v zápase B-týmu Espanyolu ve 3. španělské lize proti Lleida Esportiu. Svůj první seniorský gól vstřelil 17. ledna 2015 v ligovém utkání proti UE Olot.
Své první utkání za A-tým odehrál 26. dubna 2016 při domácí remíze 2:2 s Málagou CF ve španělské La Lize. Po sezóně 2019/20 sestoupil s týmem do druhé ligy.

### FC Bayern Mnichov
4. října 2020 přestoupil Roca za 9 milionů eur do německého Bayernu Mnichov, kde podepsal pětiletou smlouvu. Svůj první zápas odehrál o 11 dní později v pohárovém utkání pro 1. FC Dürenu.

## Reprezentační kariéra
Roca reprezentoval rodné Španělsko v kategoriích do 19 a 21 let. Se španělským národním týmem do 21 let zvítězil na Mistrovství Evropy v roce 2019, na kterém vstřelil jeden gól v semifinálovém utkání proti Francii. Od roku 2016 také reprezentuje Katalánsko, za které debutoval v přátelském utkání proti Tunisku.